# Нижняя Тунгуска
Ни́жняя Тунгу́ска — река в Восточной Сибири, в Иркутской области и Красноярском крае России, правый, наиболее длинный и второй по полноводности приток Енисея.

## Этимология
История колонизации севера Западной Сибири и района устья реки русскими начиная с XVI—XVII веков имела своё отражение в различных названиях, которые носила река в разные исторические периоды. Некоторое время река называлась Троицкой Тунгуской, Монастырской Тунгуской и Мангазейской Тунгуской (см. Мангазея).

## Гидрография
Протекает по Среднесибирскому плоскогорью к югу от плато Путорана. Река судоходна в половодье до посёлка Тура. В устье расположена пристань Туруханск.

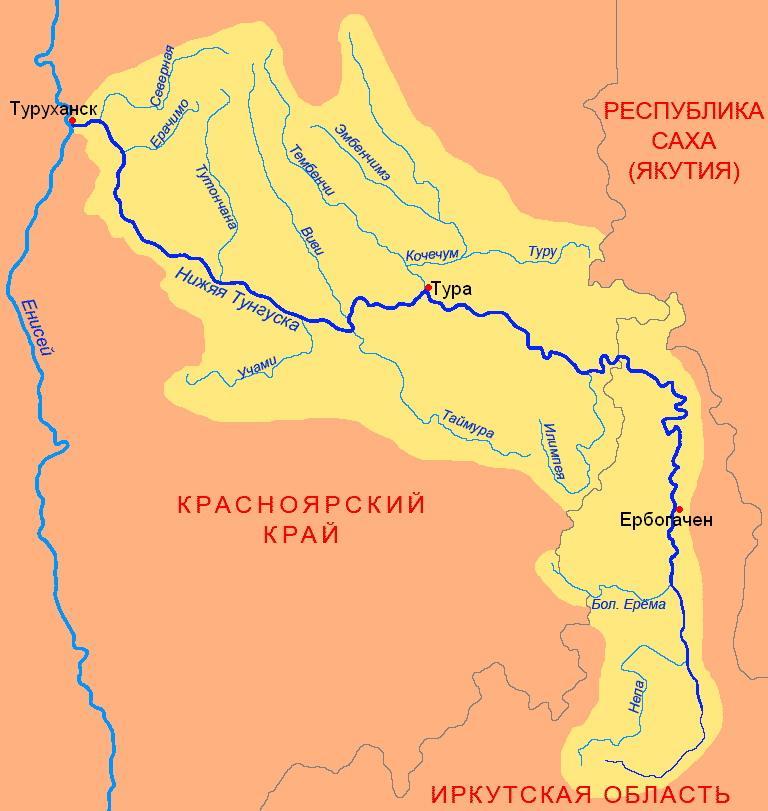

Второй по величине правый приток Енисея, впадающий в него около села Туруханска. Ледостав с октября по май. Весеннее половодье в верхнем течении реки в мае-июне, в низовьях — в мае-июле. Длина реки — 2989 км, площадь водосборного бассейна — 473 тыс. км².
По характеру течения, строению долины и берегов река может быть разделена на два участка: верхний — от истока до села Преображенского (Преображенка); нижний — от этого селения до устья.

### Верхнее течение
В верхней части длиной 580 км русло реки лежит в широкой долине, отлогие склоны которой сложены глинисто-песчаными отложениями. В этой части своего течения Нижняя Тунгуска близко подходит к реке Лене у города Киренска; здесь обе реки разделяет расстояние 15—20 км. Скорости течения на перекатах составляют 0,4—0,6 м/с, а на плёсах они невелики.

### Нижнее течение
Ниже села Преображенского Нижняя Тунгуска протекает в узкой и глубокой долине с высокими, часто скалистыми берегами. Русло характеризуется многочисленными озеровидными расширениями, порой достигающими в длину 20 км и более. В русле реки в местах выходов кристаллических пород встречаются многочисленные пороги. Наиболее значительными из них являются «Сакко», «Вивинский», «Учамский» и «Большой» (Орон), где скорость течения достигает 3—5 м/с. Ниже порогов глубина реки достигает 60—100 м.
Нередко на склонах долины можно наблюдать курумы или осыпи из крупных камней, диаметром до 0,5—1,5 м. Такие осыпи иногда вдаются далеко в русло и носят название «корги», а тихая заводь, образующаяся за этими косами, называется «курьей». Вдоль берега тянется полоса «бечевника», сложенного из камней диаметром в 10—40 см. Местами камни лежат так плотно и так отполированы сверху, что образуют подобие мостовой. В самых низовьях, ниже впадения р. Северной, река течет среди отвесных известняковых скал, круто обрывающихся в воду; скорости течения здесь составляют 1—1,5 м/с.

## Гидрология
| Средний расход воды (м³/с) реки Нижней Тунгуски по месяцам с 1938 по 1999 гг. (замеры производились на гидрологическом посту Большой Порог, в 125 км от устья) |

По годовому стоку Нижняя Тунгуска занимает одиннадцатое место среди рек России. Среднегодовой расход воды в устье — 3680 м³/с, что соответствует годовому стоку 116 км³ в год. Минимальный расход наблюдался в 1967 году и составлял 2861 м³/с, максимальный — 4690 м³/с в 1974 году или, соответственно, для устья реки ~3093 м³/с и ~5070 м³/с. Питание реки происходит за счёт таяния снега и летних дождей. В зимнее время река маловодна, так как её бассейн расположен в области вечной мерзлоты и она получает очень скудное грунтовое питание. По наблюдениям в течение 58 лет минимальный среднемесячный расход воды составлял 27,8 м³/с в марте 1969 года — это была необычно сухая зима — в то время как максимальный расход воды в течение месяца доходил до 31 500 м³/с (июнь 1959).
Существующие источники указывают на расход воды в устье притока — реки Северной, — равный 300 м³/с. С учётом того, что гидрологический пост «Большой Порог» на реке Нижней Тунгуске располагается выше от впадения в неё Северной (62 км), это означает, что средний расход воды в устье Нижней Тунгуски, равный 3680 м³/с, значительно занижен. Если расход воды на удалении 125 км от впадения в Енисей р. Нижняя Тунгуска составляет 3490 м³/с, то значение для устья в этом случае должно составлять 3700—3900 м³/с.
На время весенне-летнего половодья приходится 73 % годового стока реки. Амплитуда колебания уровня воды очень велика и является наибольшей из наблюдаемых на основных реках России. В суженных местах наблюдаются мощные заторы льда, при которых уровень поднимается на 30—35 м над меженью. Весенний ледоход на Нижней Тунгуске протекает бурно; следы его действия на берегу видны по отполированным скалам, вырванным с корнем деревьям и пр. В отдельные дни расход воды весенне-летнего половодья достигает 74—112 тыс. м³/с и обеспечивает до 50—70 % объёма стока воды в нижнем Енисее.

## Притоки
Главные притоки Нижней Тунгуски: справа — Ейка, Кочечум, Ямбукан, Виви, Тутончана, Ерачимо, Северная; слева — Непа, Большая Ерёма, Тетея, Илимпея, Нидым, Таймура, Учами. Основным притоком Нижней Тунгуски является р. Кочечум со среднегодовым расходом воды в устье 600 м³/с и площадью бассейна около 100 тыс. км².
Ниже указаны притоки длиной 100 км и более или (если менее) с площадью бассейна более 3000 км²
| Название              | Расстояние от устья | Длина | Площадь бассейна | Положение |
| --------------------- | ------------------- | ----- | ---------------- | --------- |
| Северная              | 63                  | 331   | 21200            | правый    |
| Летняя                | 66                  | 124   | 1710             | левый     |
| Боргухли              | 82                  | 102   | 1370             | правый    |
| Ерачимо               | 125                 | 218   | 9140             | правый    |
| Нимдэ                 | 250                 | 148   | 4310             | правый    |
| Кочумдек              | 386                 | 200   | 6160             | правый    |
| Дэтыктэ               | 422                 | 133   | 3280             | левый     |
| Тутончана             | 444                 | 549   | 16800            | правый    |
| Дегали                | 455                 | 185   | 2830             | левый     |
| Корбунчана            | 541                 | 111   | 1370             | левый     |
| Чискова               | 548                 | 207   | 6240             | правый    |
| Учами                 | 607                 | 466   | 21000            | левый     |
| Катарамба             | 648                 | 212   | 3720             | левый     |
| Таймура               | 690                 | 661   | 32500            | левый     |
| Виви                  | 707                 | 426   | 26800            | правый    |
| Ямбукан               | 749                 | 220   | 5790             | правый    |
| Нидым                 | 849                 | 379   | 14500            | левый     |
| Кочечум               | 871                 | 773   | 96400            | левый     |
| Кананда               | 1125                | 163   | 2640             | правый    |
| Иритка                | 1211                | 215   | 5950             | левый     |
| Ейка                  | 1235                | 400   | 18900            | правый    |
| Илимпея               | 1274                | 611   | 17400            | правый    |
| Панонгна              | 1449                | 170   | 4060             | левый     |
| Апка                  | 1603                | 163   | 1600             | левый     |
| Нижняя Кочёма         | 1846                | 172   | 2970             | левый     |
| Иногли                | 1879                | 140   | 1520             | правый    |
| Средняя Кочёма        | 1918                | 212   | 2640             | левый     |
| Тернакановская Умотка | 1968                | 127   | 1160             | левый     |
| Верхняя Кочёма        | 2063                | 198   | 3780             | левый     |
| Умотка                | 2086                | 102   | 1360             | левый     |
| Тетея                 | 2147                | 318   | 10300            | левый     |
| Малая Ерёма           | 2266                | 228   | 4050             | левый     |
| Большая Ерёма         | 2272                | 411   | 13500            | левый     |
| Мога                  | 2332                | 103   | 1250             | правый    |
| Инейка                | 2370                | 107   | 2240             | правый    |
| Непа                  | 2477                | 683   | 19100            | левый     |
| Гаженка               | 2506                | 156   | 1110             | левый     |
| Болванинка            | 2534                | 120   | 1940             | левый     |
| Поймыга               | 2741                | 124   | 2240             | левый     |

## Хозяйственное значение
Судоходство по реке сопряжено с трудностями вследствие большого числа порогов и водоворотов. Навигация большегрузных судов возможна в период весеннего паводка и в отдельные годы, при наличии обильных атмосферных осадков, возможен период кратковременной навигации в конце лета — начале осени. Особенно опасным для судоходства является Большой порог (Орон) в 128—130 км от устья. В 1927 году через Большой порог прошёл первый пароход; этим было положено начало судоходству на Нижней Тунгуске от Туруханска до Туры. На 2009 год зона судоходства Енисейского пароходства включает в себя посёлок Кислокан в 1155 км от устья. Плотовый сплав возможен на всём протяжении реки.
В 1911 году велись изыскания и разрабатывался проект соединения рек Лены и Нижней Тунгуски в районе города Киренска (ранее в тех местах первопроходцы использовали волок). Вблизи этого города обе реки отстоят друг от друга на расстоянии 15 км, но Лена протекает на высоте 245,3 м над уровнем моря, а Нижняя Тунгуска — на высоте 329,7 м и является здесь несудоходной. В начале XX века строительство канала было признано нецелесообразным ввиду сложности и большой стоимости.
Существует проект строительства на Нижней Тунгуске Эвенкийской ГЭС, которая в случае реализации проекта станет крупнейшей ГЭС России.

## В литературе
Нижняя Тунгуска описана в романе В. Я. Шишкова «Угрюм-река». Вымышленное название реки Угрюм-река могло быть заимствовано автором из сибирской песни. В селе Ербогачён на реке, которое в романе носило название Ербохомохля, располагается краеведческий музей им. В. Я. Шишкова. Автор в 1911 году участвовал в экспедиции по Нижней Тунгуске.